# Robert Archibald Armstrong
Robert Archibald Armstrong (1788-1867), fue un lexicógrafo escocés. Era el hijo mayor de Robert Armstrong, de Perthshire, por su esposa, Mary McKercher. Nació en Kenmore en 1788, y se educó en parte por su padre, y luego en Edimburgo y en la Universidad de Saint Andrews, donde se graduó. Al venir a Londres desde Saint Andrews con grandes elogios por sus adquisiciones griegas y latinas, participó en la matrícula y mantuvo varias escuelas de alto nivel en sucesión en diferentes partes de la metrópolis. 
Dedicó su tiempo libre al cultivo de la literatura y la ciencia. De sus humorísticos artículos "Los tres floristas", en Eraser para enero de 1838, y "El sueño de Tom Finiarty, el conductor del taxi".Athenæum, son ejemplos notables. Sus artículos científicos aparecieron principalmente en los Arcanos de la Ciencia y el Arte (1837 et seq.), y se relacionan con asuntos meteorológicos. Pero su gran trabajo fue A Gaelic Dictionary, en dos partes: I. Gaelic and English, II. Inglés y gaélico - en el que las palabras, en sus diferentes acepciones, se ilustran con citas de los mejores escritores gaélicos, Londres, 1825, 4.º. Este fue el primer diccionario gaélico publicado, ya que anteriormente solo existían vocabularios del idioma como los de William Shaw ( Un análisis de la lengua gálica 1778 y Galick and English Dictionary 1780) y otros.
Este trabajo, que se extendió a casi 1100 páginas, fue el primer diccionario gaélico que intentó proporcionar información etimológica. También mejoró en trabajos anteriores incorporando una gramática del gaélico e indicando la clase de palabras de las entradas. En el Diccionario de Biografía Nacional publicado en 1885, Thompson Cooper lo llama "una obra muy meritoria", "escribe" las afinidades de las palabras celtas que se rastrean en la mayoría de las lenguas de los tiempos antiguos y modernos. A esta se le asigna el prefijo de una gramática gaélica, y hay un breve apéndice histórico de nombres antiguos, deducido de la autoridad de Ossian y otros poetas". Sin embargo, en la edición moderna del Diccionario de Biografía Nacional.publicado en 2004, W. Steven Dodd escribe "Se puede considerar a Armstrong en retrospectiva como excesivamente crédulo al aceptar la autenticidad de 'Ossian', dedicando un apéndice a los personajes de sus poemas, y demasiado entusiasta al ofrecer no solo cognados indoeuropeos (con frecuencia correctos) para las palabras cuyas etimologías proporciona, sino también paralelos de otras familias lingüísticas que los desarrollos posteriores en las ciencias lingüísticas han desacreditado; deja claro en su prefacio que cree que todas las lenguas tienen un origen único, lo que es discutible, y que el gaélico escocés es el antepasado de las lenguas irlandesa, manesa e incluso galesa, lo que definitivamente es incorrecto".
El diccionario de Armstrong fue parcialmente eclipsado, tres años después de su aparición, por la publicación del aún más completo Dictionarium Scoto-Celticum, compilado bajo la dirección de la Highland Society of Scotland (2 vols. 4.º, 1828). Armstrong hundió su pequeña fortuna en la publicación de su cuarteto de tres guinea, y en un sentido pecuniario fue un considerable perdedor por su publicación. Durante aproximadamente veintidós años mantuvo a su familia al establecer la escuela primaria de South Lambeth, y al retirarse de Richmond en 1852, se envió una representación de su condición necesaria a Lord Palmerston , que obtuvo para él una lista civil. Pensión de £60. Esta oportuna asistencia y una subvención del El Fondo Literario Real le permitió comenzar su negocio escolar, que, aunque ahora en pequeñas proporciones debido a su gran edad, continuó hasta que fue golpeado por una parálisis aproximadamente una semana antes de morir.
En 1826 había sido nombrado lexicógrafo gaélico como rey del ordinario, pero el nombramiento era honorífico y no se le atribuía ningún salario. Murió en Choubert Road, Peckham Rye, Surrey, el 25 de mayo de 1867. Lord Derby aconsejó a su majestad que animara los últimos días del veterano académico mediante una subvención de £ 100 del Royal Bounty Fund; y en 1869, la reina Victoria, por recomendación del primer ministro Gladstone, le otorgó una pensión anual de £50 a su viuda. Armstrong se casó, en 1842, con Emma, hija de Stephen Dungate, por quien dejó tres hijas.